# Limnomys sibuanus
Limnomys sibuanus là một loài động vật có vú trong họ Chuột, bộ Gặm nhấm. Loài này được Mearns mô tả năm 1905.

## Hình ảnh